# エンジェル高校
『エンジェル高校』（エンジェルハイスクール、ANGEL HIGH SCHOOL）は、犬上すくねの漫画作品。略称は「エン高（えんこう）」。小学館の漫画雑誌『月刊サンデージェネックス』に2007年から2009年まで連載されていた。

## 概要
本作品は、2007年5月号で連載終了した「ラバーズ7」の4ヶ月後から連載が開始された、学園を舞台にした恋愛物語である。掲載話数23話、掲載期間は2007年9月号から2009年7月号までの2年間弱と前作に比べ短くまとまっている。
舞台となるのは天上界にある天使を養成する高校で、交通事故により連れてこられた主人公の少年とそこで再会したかつての幼馴染や新たに出会うライバル高校の女生徒との関係、地上へ残してきた想いが交錯する。「この世とあの世に想い人がいる時点で結末は決まっていた」といい、切ないストーリーとなっている。
単行本は小学館発行の全3巻で、第3巻にはサイドストーリー1話が収録されている。第1巻発売時には竹書房から「ういうい♥days」第6巻が同時発売された記念として「いぬふぇす-Sukune Inugami Festa-」が開催され、両方の帯にある応募券で直筆サイン入り書き下ろし図書カードが100名限定抽選されている。

## 登場人物
ルキオ
主人公。交通事故により天上へ連れてこられた世田川高校2年の少年。地上に残した未練があり、ガブリエル校長に生き返らせてもらうためにエンジェル高校での学生生活を送っている。幼少期にサリと出会った記憶は失われている。属性がはっきりせず天使の力が使えない、怪我などに触れると癒しの効果がある、翼が透けているなどほかの天使たちとは違うところが多い。
サリ
エンジェル高校生徒会長。地上での幼少期にルキオと出会っており、そのころからルキオに特別な感情を抱いている。地上にいるルキオをずっと見守ってきた。性格は気が強く、少々意地っ張り。属性は「風」。
マリア
エンジェル高校風紀委員長の女性。ルキオやサリよりひとつ上の先輩。性格はおっとりのんびりしているが、ルキオやサリの相談相手になったり面倒をよく見たりと包容力もある。ふくよかな胸が特徴。属性は「土」。
クノエ、フジコ
エンジェル高校生徒会で書記と会計を担うメガネの双子兄妹。ルキオを天上へつれてきた。兄のクノエはサリに好意を抱いており、妹のフジコはボーイズラブを得意に描くいわゆる腐女子。属性はクノエが「水」、フジコが「火」。
ガブリエル
エンジェル高校校長にして水をつかさどる大天使。過去にサタナイルとケンカし、それ以来意地になって子供の姿で居続けている。姿は子供でも天使としての力は強力で、本来は長身美麗な女性。
ハル
エンジェル高校をライバル視する堕天使高校の生徒会長の少女。本名は春子（はるこ）。地上で義父から虐待を受け、サタナイルによって堕天使高校へきた。キャンプ場での一件以来、ルキオに好意を抱くようになる。属性は「風」。
サタナイル
堕天使高校校長でハルに慕われている。かつてエンジェル高校教頭としてガブリエルと共に学校の運営をしていたが、意見の相違から決別し、堕天使高校をつくった。事あるごとにエンジェル高校にちょっかいを出しているが、本当はガブリエルとの仲を取り戻したいと思いつづけている。
江波 真奈（えなみ まな）
ルキオが地上で片想いしていた学館高校1年5組の少女。ルキオが課外授業での観察対象に選んだ際、サリやマリアが「フジコの部屋そっくり」と驚いたほどかなりの腐女子。名前すら知らなかったルキオに少なからず好意を抱いている。
ティエル
ガブリエルたちを大学で指導した元天使。幼少期のサリを天上へと導き、幼いルキオにも一度会っている。他人の記憶を操作したり、身体を癒したり、大天使になれる実力を持っているが、現在は天使を辞めひとりの天上人として平穏に生活している。
ラファエル、ミカエル、ウリエル
ガブリエルやサタナイルと共にティエルの元で学んだ天使たち。ラファエルが男性、ミカエルとウリエルが女性の天使。

## 単行本
1. 2008年4月23日、ISBN 978-4-09-157129-8
2. 2008年11月24日、ISBN 978-4-09-157154-0
3. 2009年8月24日、ISBN 978-4-09-157184-7